# VHD (informatique)
Pour les articles homonymes, voir VHD.
En informatique, VHD (Virtual Hard Disk) est un format de fichier utilisé pour décrire un disque dur virtuel. Ce format est typiquement utilisé pour enregistrer dans un fichier le contenu d'un disque dur d'une machine virtuelle.
Le format a été créé par la société Connectix pour son produit VirtualPC qui fut acquis par Microsoft en 2003 et renommé Microsoft Virtual PC.
En 2005, Microsoft a rendu le format VHD disponible à des tiers dans le cadre de la Microsoft Open Specification Promise (en).